# Bignoux
Bignoux é uma comuna francesa na região administrativa da Nova Aquitânia, no departamento de Vienne. Estende-se por uma área de 14,52 km². Em 2010 a comuna tinha 1 071 habitantes (densidade: 73,8 hab./km²).